# Miguel Cabrera (peintre)
Pour les articles homonymes, voir Miguel Cabrera et Cabrera.
Miguel Mateo Maldonado y Cabrera (27 février 1695 - 16 mai 1768) est un peintre espagnol de l'ethnie des Zapotèques, reconnu à l'époque comme l'un des plus grands peintres de la Nouvelle-Espagne. Il fonda, en 1753, la première académie de peinture du Mexique, dont il fut président jusqu'à sa mort.

## Biographie
Miguel Cabrera est né à Antequera, aujourd'hui Oaxaca de Juárez, puis il s'établit à Mexico en 1719. On pense qu'il étudia la peinture avec les frères Rodríguez Juárez, mais il est également possible que ce fut avec José de Ibarra.
Cabrera était le peintre favori de l'archevêque de Mexico et des Jésuites, qui lui passèrent de nombreuses commandes. Son style rappelle celui de Bartolomé Esteban Murillo, mais est également teinté de quelques influences françaises. Il est l'un des principaux représentants de la peinture de castes.

## Quelques-unes de ses œuvres

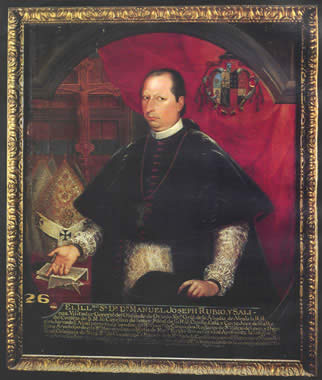
Archevêque Manuel José Rubio y Salinas, toile de 1758
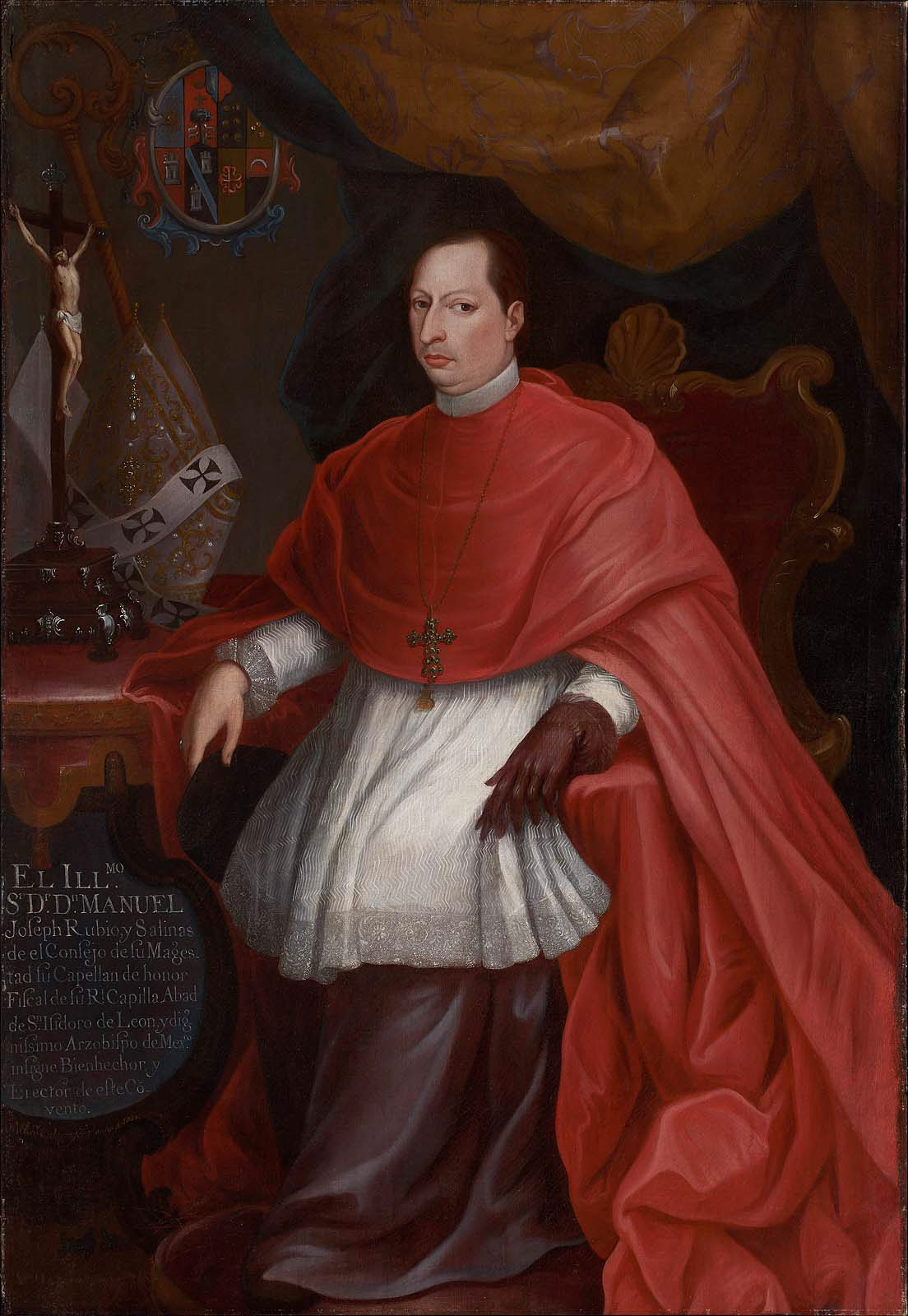
Archevêque Manuel José Rubio y Salinas, toile de 1751
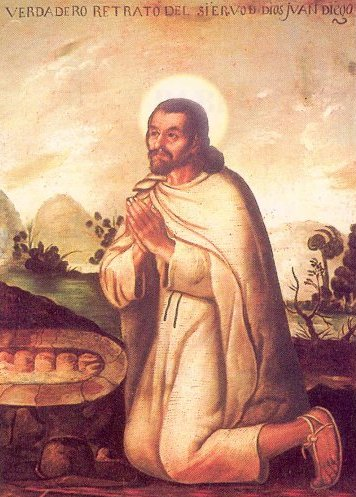
Saint Juan Diego, toile de 1751